# Lupinen
Die Lupinen (Lupinus), von lateinisch lupus ‚Wolf‘ (zu althochdeutsch luvina), selten auch Lupinenbohne, Wolfsbohne oder Feigbohne genannt, sind eine Pflanzengattung in der Unterfamilie der Schmetterlingsblütler (Faboideae) innerhalb der Familie der Hülsenfrüchtler (Fabaceae oder Leguminosae). Zur gleichen Familie gehören wichtige Nutzpflanzen wie beispielsweise Bohne, Sojabohne, Erbse, Kichererbse und Erdnuss. In Mitteleuropa trifft man am häufigsten die Vielblättrige Lupine (Lupinus polyphyllus) an. In alten Texten waren mit Lupinus bzw. „Feigbohne“ häufig Blaue Lupine und Schmalblättrige Lupine gemeint. Lupinen-Arten gibt es als Gemüsepflanze, Futterpflanze, Zierpflanze und Wildpflanze.
Die Samen insbesondere wilder und Gartenlupinen enthalten Lupinin, einen giftigen Bitterstoff, der den Tod durch Atemlähmung verursachen kann. Bestimmte Zuchtformen hingegen sind ungiftig und nicht bitter (Süßlupine). Sie können jedoch für Allergiker problematisch sein.

## Beschreibung

### Vegetative Merkmale
Lupinus-Arten sind meist mehrjährige krautige Pflanzen, die Wuchshöhen von 0,3 bis 1,5 Metern, manche einjährig und andere als baumartige Sträucher sind bis zu 4,5 Meter hoch. Eine Ausnahme ist die Chamis de Monte (Lupinus jaimehintoniana) von Oaxaca in Mexiko, die bis zu 8 Meter hoch wird. Sie bilden meistens eine Pfahlwurzel.
Die Laubblätter sind in Blattstiel und -spreite gegliedert. Die Blattstiele sind meist lang. Die weichen, grünen bis graugrünen Blattspreiten sind oft dicht mit silbrigen Haaren bedeckt. Die Blattspreiten sind gewöhnlich handförmig geteilt und in 5 bis 28 ganzrandige Finger unterteilt oder in einigen Arten im Südosten der Vereinigten Staaten zu einem einzigen Blatt reduziert. Es sind oft Nebenblätter vorhanden.

### Generative Merkmale
Die Blüten stehen in dichten oder offenen, aufrechten, endständigen traubigen oder ährigen Blütenständen. Es können Deck- und/oder Vorblätter vorhanden sein.
Die zwittrigen Blüten sind zygomorph mit doppelter Blütenhülle und 1 bis 2 Zentimeter lang. Der Kelch ist oft zweilippig. Die Blütenkronen sind blau, purpurfarben, rot, rosarot, gelb, orangefarben, weiß oder gemischtfarbig und weisen die typische Form von Schmetterlingsblüten auf. Sie besitzen eine obere Fahne, zwei seitliche Flügel und zwei untere Blütenkronblätter, die zu einem Kiel verschmolzen sind. Es sind zehn Staubblätter vorhanden, entweder diadelphische (wobei meist neun verwachsen sind) oder monadelphische und teils ungleich lange (5 + 5; mit dimorphen Staubbeuteln). Das einzige Fruchtblatt ist länglich und oberständig. Der lange, gebogene Griffel endet in einer kleinen kopfigen Narbe.
Die Hülsenfrüchte enthalten mehrere Samen. Die rauen bis glatten Samen sind rundlich und abgeflacht.
Die Chromosomenzahl beträgt 2n = 36, 42, 48 oder 96.

## Systematik

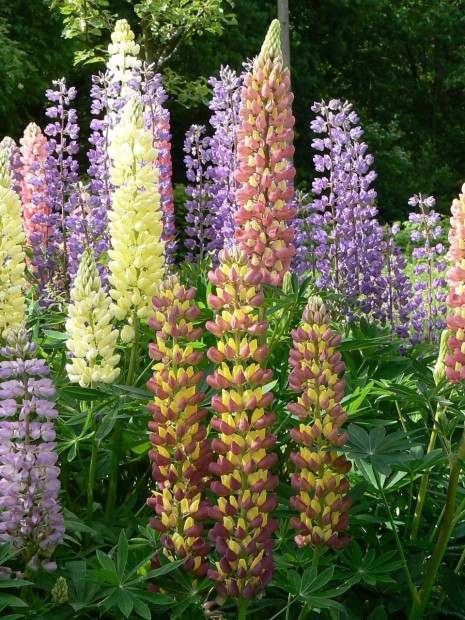
Farbvarianten

Die Gattung Lupinen (Lupinus) wird in zwei Untergattungen gegliedert. Je nach Autor gibt es hundert bis mehrere hundert Arten. Hier eine Auswahl:
- Untergattung Lupinus (Synonym: Lupinus subgen. Eulupinus Aschers. et Graebn.):
  - Weiße Lupine (Lupinus albus L.): Sie wächst bevorzugt auf sandigen, kalkarmen Lehm- und Lössböden und ist auf der Balkanhalbinsel, in der Ägäis und in der Türkei beheimatet.[6]
  - Blaue Lupine oder Schmalblättrige Lupine (Lupinus angustifolius L.): Sie wächst meist auf sandigen Lehmböden und ist in Südeuropa, Nordafrika und Vorderasien beheimatet.[6]
  - Lupinus micranthus Guss.: Die Heimat ist Südeuropa, Nordafrika und Vorderasien.[6]
  - Gelbe Lupine (Lupinus luteus L.): Sie wächst meist auf sandigen, kalkfreien Böden. Ihre Heimat ist Portugal, Spanien und die Ägäis.[6]
  - Lupinus hispanicus Boiss. & Reut.: Sie kommt in Portugal und Spanien vor.
  - Lupinus cosentinii Guss.: Sie kommt in Portugal, Spanien, Italien, auf Korsika, Sardinien, Sizilien, in Marokko und in Tunesien vor.[6]
  - Lupinus digitatus Forssk.: Sie kommt in Marokko, Algerien und in Ägypten vor.[6]
  - Lupinus princei Harms: Sie kommt im tropischen Afrika vor.
  - Lupinus pilosus L.: Sie kommt in Griechenland, auf Inseln in der Ägäis und in Vorderasien vor.[6]
  - Lupinus palaestinus Boiss.: Sie kommt in Jordanien, Israel und auf der Sinai-Halbinsel vor.[6]
  - Lupinus atlanticus Gladst.: Sie kommt in Marokko vor.[6]
- Untergattung Platycarpos (S.Watson) Kurl.: Die Hülsenfrüchte sind meist flach. Die mehreren hundert Arten haben ihre natürliche Vorkommen nur in der Neuen Welt (Auswahl):
  - Anden-Lupine (Lupinus mutabilis Sweet),[7] Nahrungspflanze aus Peru (chocho, tarwi)
  - Vielblättrige Lupine (Lupinus polyphyllus Lindl.),[7] auch Stauden-Lupine genannt
  - Bluebonnet (Lupinus texensis Hook.),[7] Staatsblume von Texas
  - Alaska-Lupine (Lupinus nootkatensis Donn ex Sims)[7]

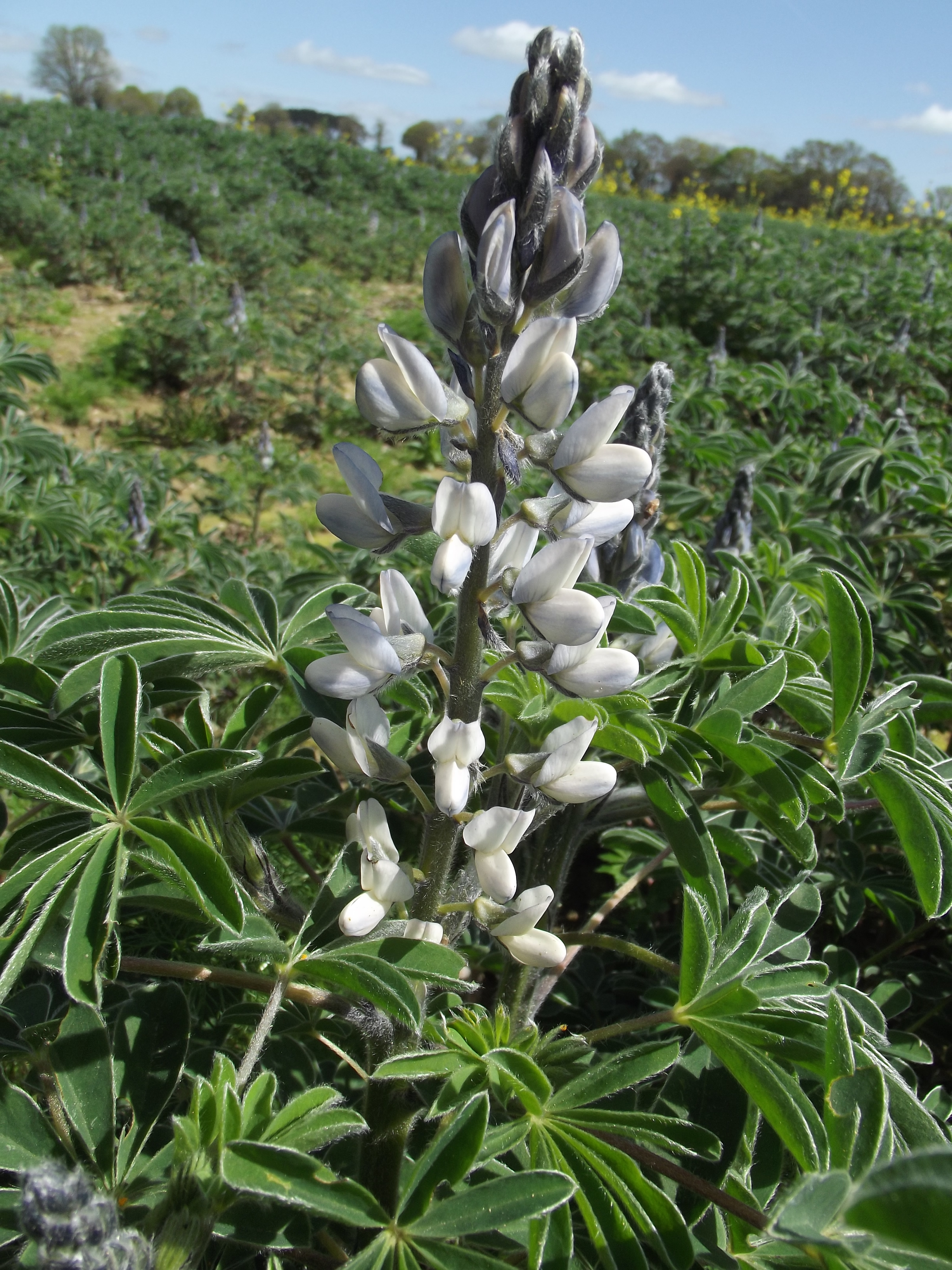
Weiße Lupine (Lupinus albus)
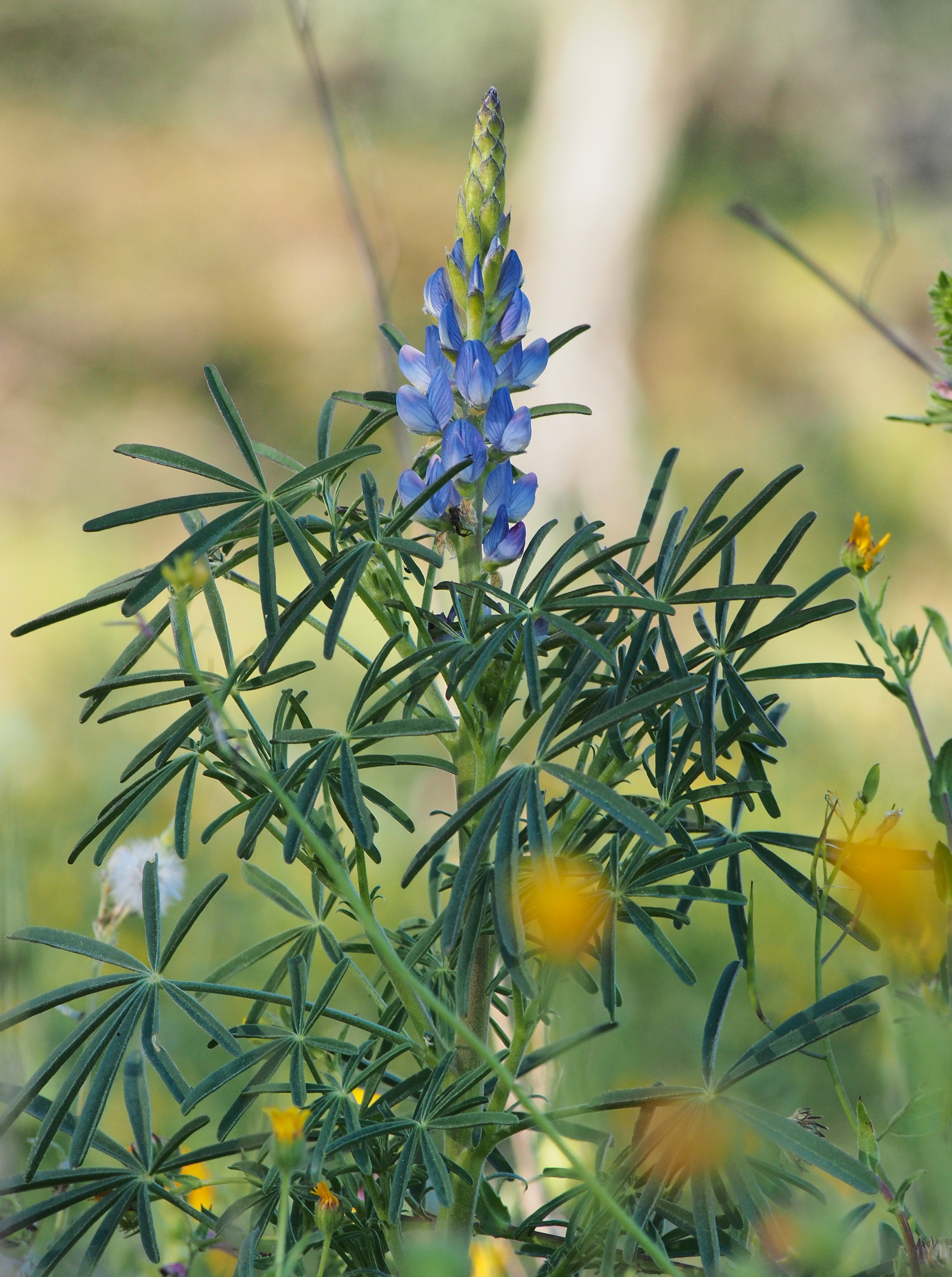
Blaue Lupine (Lupinus angustifolius)
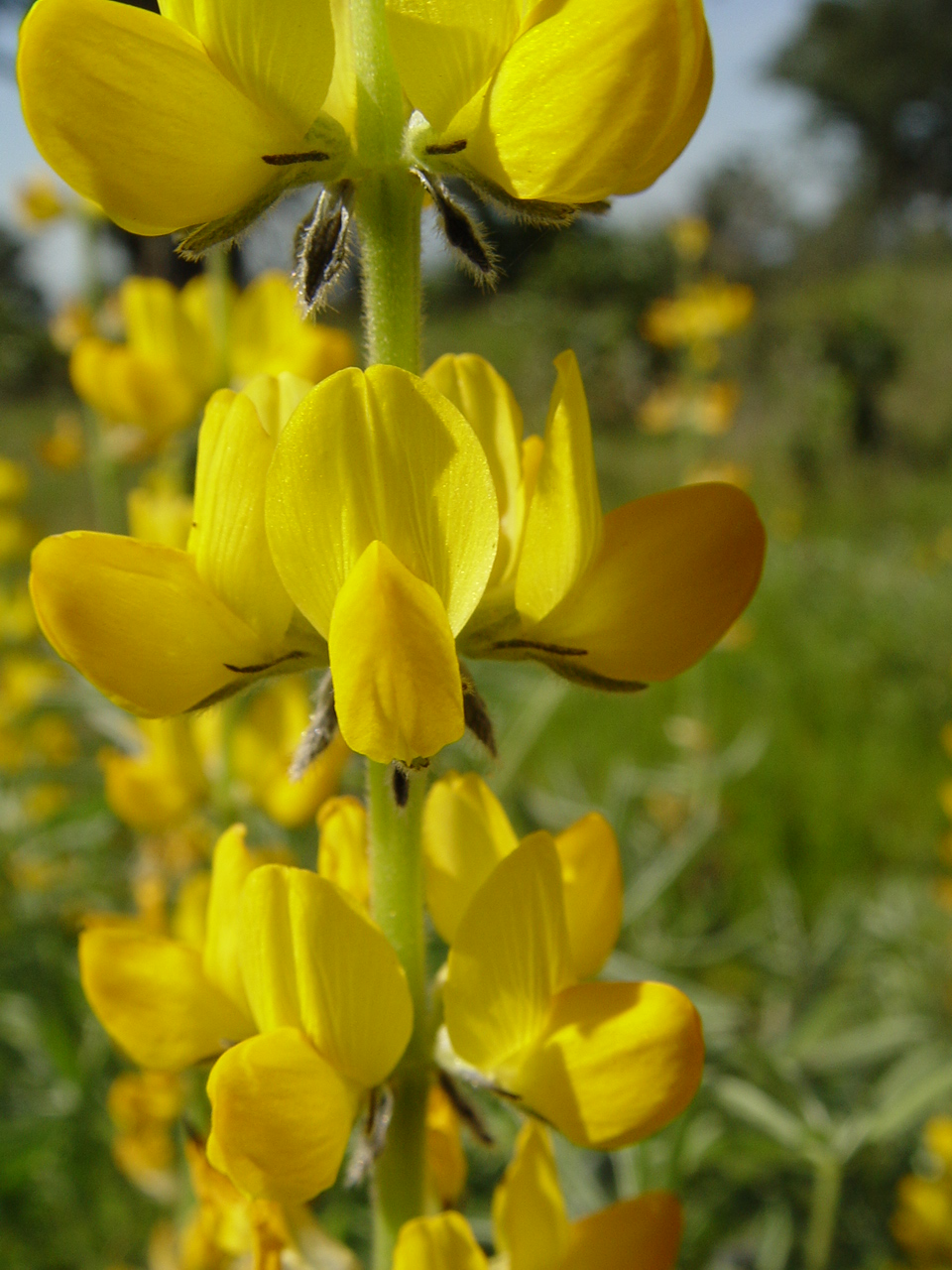
Gelbe Lupine (Lupinus luteus)
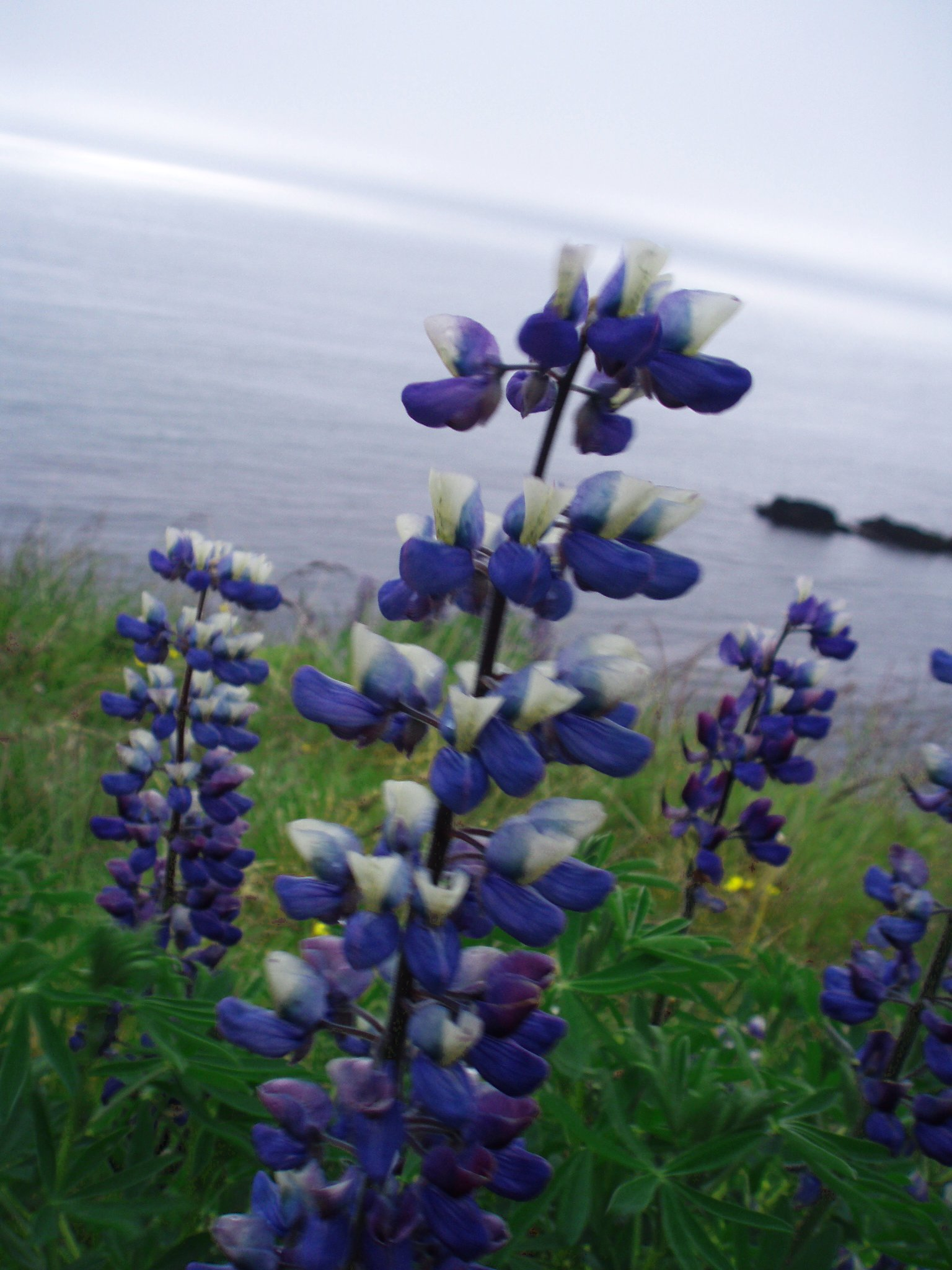
Alaska-Lupine (Lupinus nootkatensis)
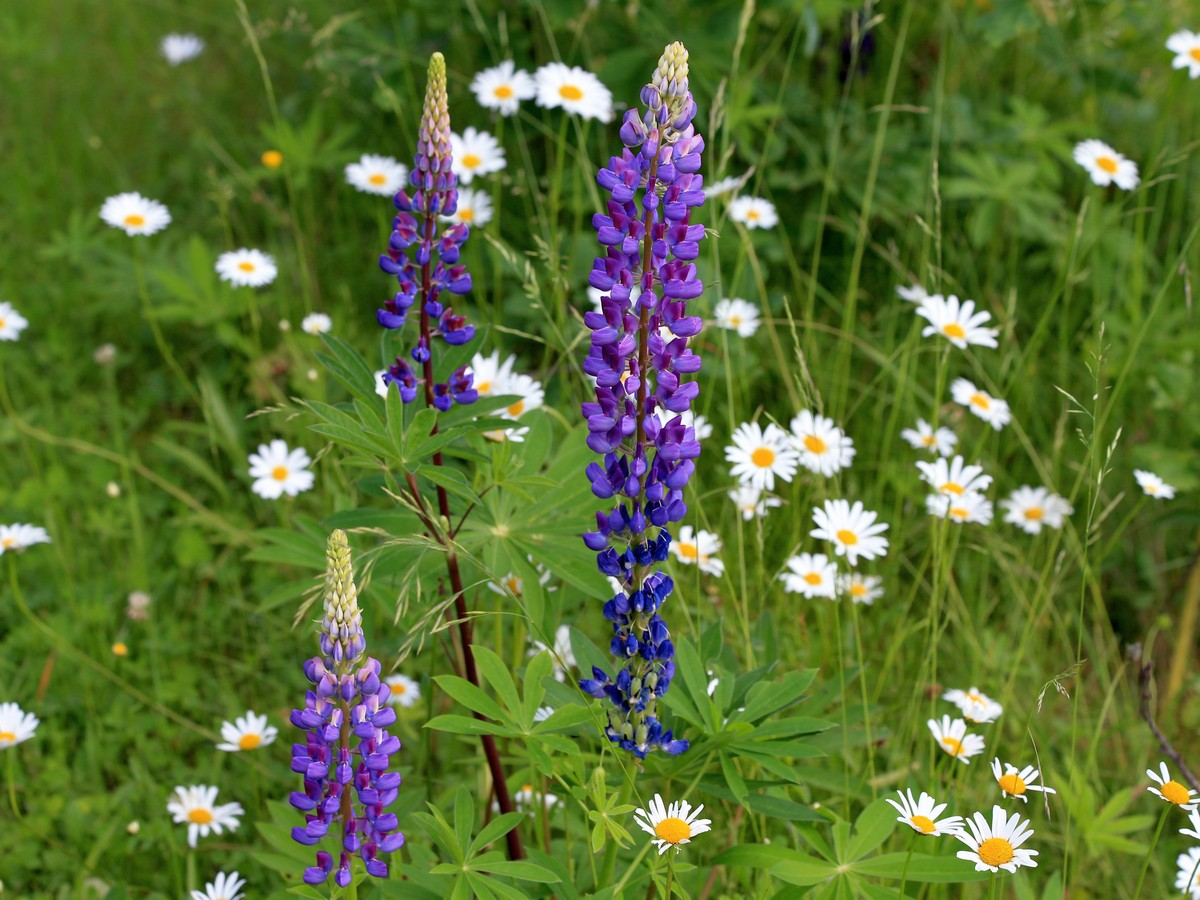
Vielblättrige Lupine (Lupinus polyphyllus)

Molekulargenetische Untersuchungen der Verwandtschaftsverhältnisse legen nahe, dass sich Lupinen zuerst in der Alten Welt entwickelt haben, dann vor knapp 15 Millionen Jahren in Nordamerika eine Artdifferenzierung begann und von dort südlichere Gebiete im nordwestlichen Südamerika besiedelt wurden, und sich nach einem weiteren Einwanderungssprung eine weitere Gruppe von Arten im östlichen Südamerika ausdifferenziert hat.
Hybridbildung ist nur zwischen nordamerikanischen Arten sowie zwischen Lupinus mutabilis und Lupinus polyphyllus zu erwarten.

## Nutzung

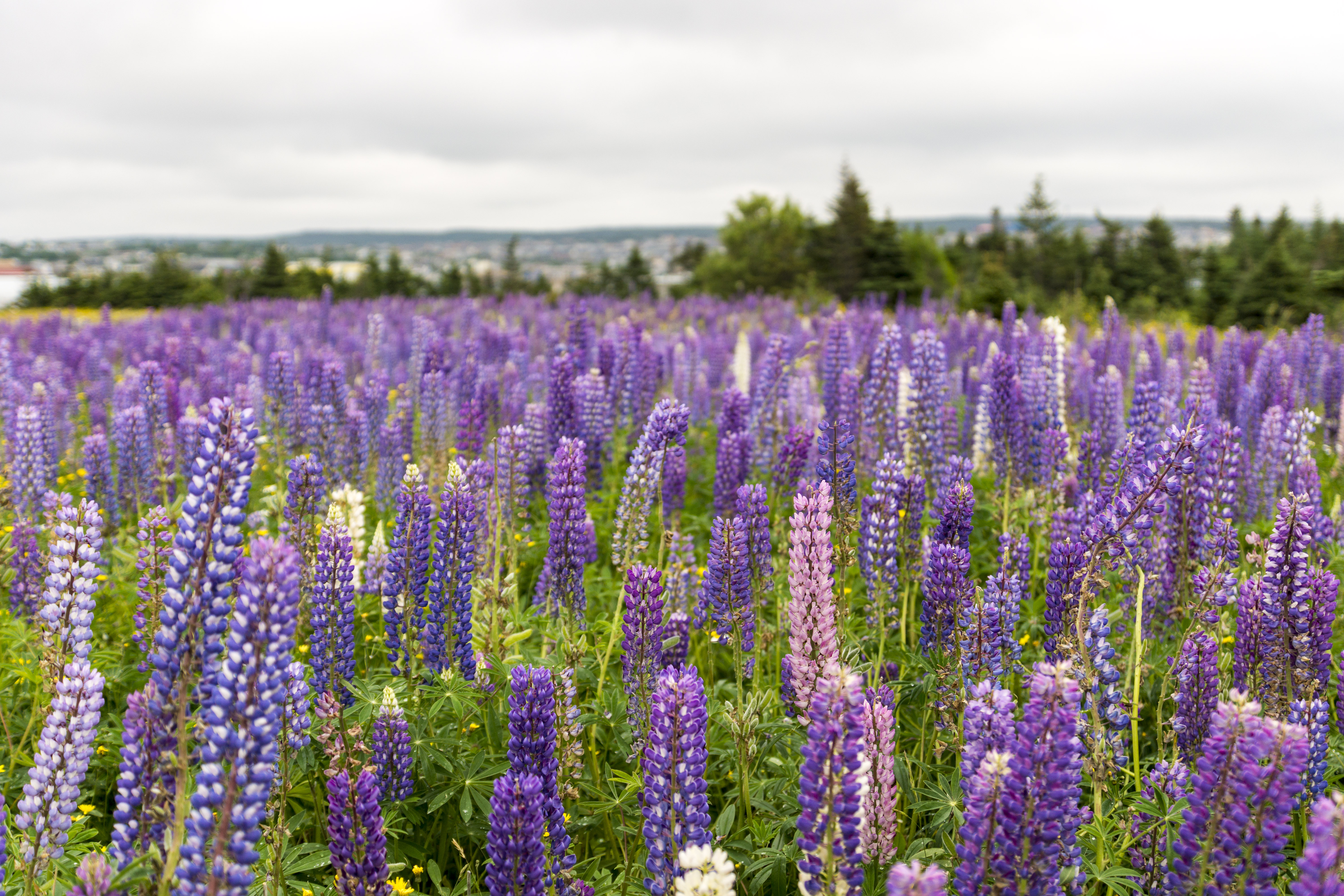
Lupinenfeld bei St. John’s in Neufundland (Kanada)

Lupinen zählen zu den ältesten Kulturpflanzen. Lupinensamen enthalten hochwertige Proteine, die sowohl als Ersatz für importiertes Soja im Viehfutter (außer für Pferde) als auch in der menschlichen Ernährung eingesetzt werden. Im Anbau sind die Weiße Lupine (Lupinus albus, Anbauschwerpunkt im Mittelmeerraum), die Blaue oder Schmalblättrige Lupine (Lupinus angustifolius, seit 1970ern Anbauschwerpunkt in Australien), die Gelbe Lupine (Lupinus luteus, Anbauschwerpunkt in Europa) und die Südamerikanische Anden-Lupine (tarwi, Lupinus mutabilis) bedeutend, wobei meist die drei europäischen Arten angebaut werden und Lupinus mutabilis bisher vor allem in der Anden-Region angebaut wird und noch weniger beforscht ist. Wichtige züchterische Fortschritte wurden hinsichtlich Ertragsverbesserung, Platzfestigkeit der Samenschoten, höherer Toleranz für basische Böden, Alkaloidarmut und Anthraknose-Resistenz erzielt.
Der Anbau von Lupinus albus war bereits vor rund 4.000 Jahren etabliert, L. mutabilis wird seit 1.500 Jahren kultiviert und selektiert.
Der traditionelle Anbau in der Anden-Region ging nach der spanischen Eroberung zurück und wurde meist durch Ackerbohne ersetzt, die vor dem Verzehr nicht entgiftet werden musste.
Obwohl die Nutzung als Nahrungsmittel zurückging, wurden Lupinen weiterhin zur Bodenverbesserung eingesetzt.
In den 1930er Jahren war Lupinus luteus als anspruchslosere Art die am häufigsten angebaute.
In den 1930er Jahren wurden Lupinen mit platzfesten Samenhülsen selektiert, damit das vollständige Ausreifen aller Samenstände abgewartet werden kann, ohne Ernteverluste hinnehmen zu müssen. Seit Anfang der 1930er Jahre wurden ungiftige Sorten entwickelt. Ab Anfang der 1970er Jahre führte Sortenentwicklung um John S. Gladstones zum Aufbau einer Lupinen-Industrie in Australien auf Basis der blauen/schmalblättrigen Lupine, die zwischenzeitlich vier Fünftel (~1 Million Tonnen Samen) der weltweiten Produktion stemmte. Durch das Aufkommen von Pflanzenkrankheiten wie Anthraknose waren die Anbauflächen zunächst stark rückläufig, was sich erst mit der Einführung der resistenten Blauen Süßlupine 1997 geändert hat.

### Süßlupine
Zentraler und bekanntester züchterischer Durchbruch ist die Entwicklung alkaloidarmer Sorten. Die Nutzung der Lupine wurde durch die Züchtung von Sorten mit wesentlich geringeren Anteilen an Bitter- und Giftstoffen (sogenannte Süßlupine) erheblich erleichtert. Die Bezeichnung „Süßlupine“ beruht somit nicht auf einem süßen Geschmack, sondern auf der Abwesenheit der Bitterstoffe im Vergleich zu den klassischen Sorten und war ehemals als geschütztes Warenzeichen registriert. Die bitterstoffarmen Süßlupinen sind allerdings anfälliger für Krankheiten und Schädlinge: Die Alkaloide hemmen Bakterien, Pilze und konkurrierende Pflanzen und halten Pflanzenfresser ab. Daher besteht Interesse an – und mit zunehmendem Verständnis der Alkaloidumverteilung innerhalb der Pflanzen auch wachsende Aussichten auf – Sorten mit niedrigem Alkaloidgehalt in den Samen bei gleichzeitig für einen wirksamen Schutz ausreichenden Gehalten in den Blättern. Es sind mehrere, sämtlich rezessive Gene bekannt, die jeweils eine drastische Verringerung des Alkaloidgehalts bewirken.
Seit Anfang der 1930er-Jahre wurden in Deutschland – erstmals vom Kaiser-Wilhelm-Institut für Züchtungsforschung – bitterstoffarme Mutanten von Lupinus albus, Lupinus luteus, Lupinus angustifolius, sowie auch Lupinus mutabilis selektiert. Bitterstoffarmes Material von Lupinus mutabilis ging jedoch wieder verloren. Aufgrund theoretischer Überlegungen war ein seltenes Auftreten alkaloidarmer Pflanzen erwartet worden. Nach der Entwicklung einer Methode zur Analyse des Alkaloidgehalts großer Mengen von Einzelpflanzen im Jahr 1927 wurden im folgenden Jahr erste entsprechende Pflanzen von Lupinus luteus und Lupinus angustifolius gefunden, etwas später auch von Lupinus albus. Anfang der 1980er wurde erneut eine erste, polygene und rezessiv vererbte Alkaloidarmut für Lupinus mutabilis selektiert, aus der die Sorte Inti hervorging.

### Gründüngung
Lupinen fixieren bis zu 100 kg Stickstoff pro Hektar, was in der Landwirtschaft zur Gründüngung erwünscht sein kann. Hierbei ist allerdings zu beachten, dass es sich bei dem Wert um eine Fixierungsleistung handelt, von der der Eigenbedarf der Pflanze abgezogen werden muss. Knöllchenbakterien an den bis zu 1,5 Meter langen Wurzeln binden den Stickstoff. Die kräftigen Wurzeln können auch verdichteten Boden durchdringen und so die Durchwurzelbarkeit des Bodens für Folgekulturen verbessern. Die Symbionten binden den Stickstoff aus der Luft und lösen zudem einen Teil des Phosphats im Boden. Der erhebliche Gründüngungseffekt der Lupine kann jedoch abseits des gezielten landwirtschaftlichen Anbaues an neu besiedelten Orten häufig zu nachhaltigen und damit problematischen Vegetationsveränderungen führen.

### Lebensmittel
Wie andere Hülsenfrüchte finden die Samen der Lupine Verwendung als Lebensmittel sowie als Zutat in verschiedenen Lebensmittelprodukten. Der Nährstoffgehalt ist mit dem anderer Hülsenfrüchte vergleichbar. Einen Überblick über den Nährstoffgehalt im Vergleich zu anderen Hülsenfrüchten gibt die folgende Tabelle:
| Hülsenfrucht | % der Trockenmasse | % der Trockenmasse | % der Trockenmasse | % der Trockenmasse | % der Trockenmasse |
| Hülsenfrucht | Proteine           | Kohlenhydrate      | Fett               | Ballaststoffe      | Mineralstoffe      |
| ------------ | ------------------ | ------------------ | ------------------ | ------------------ | ------------------ |
| Lupine       | 36–48              | 05                 | 04–7               | 15–18              | 04–5               |
| Sojabohne    | 35–45              | 14,8               | 18–20              | 06                 | 04–5               |
| Erbse        | 23–26              | 40                 | 01,5               | 06,8               | 02,7–3,7           |
| Bohne        | 21                 | 34–45              | 01,6               | 18–23              | 03,9               |

#### Verarbeitung und Lupinenprodukte

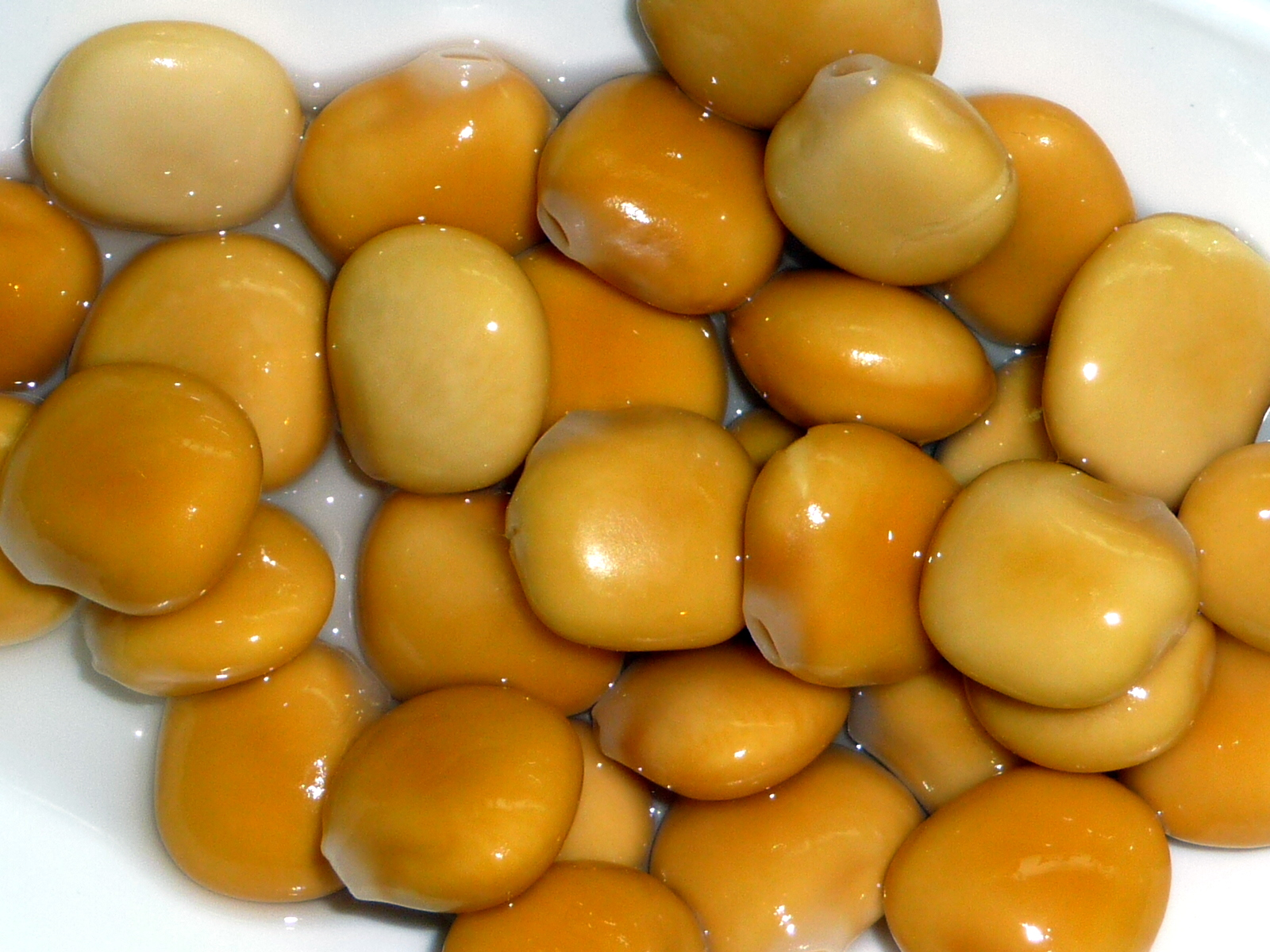
Gekochte Lupinensamen

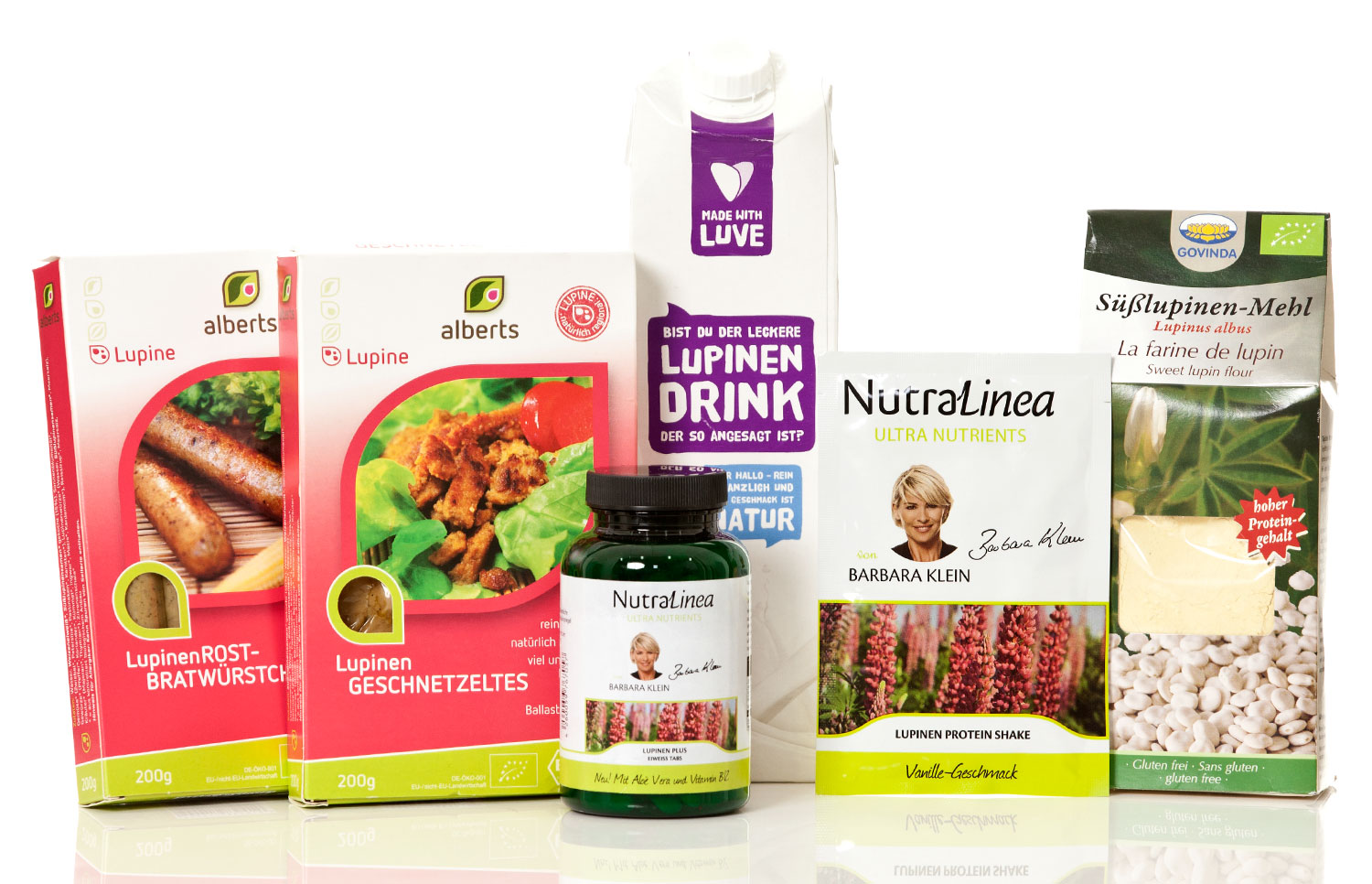
Lebensmittel aus Lupinen

Lupinensamen können in unterschiedlicher Form verwendet werden. Zur menschlichen Ernährung werden die Samen weiterverarbeitet. Der giftige Bitterstoff kann durch Kochen alleine nicht zerstört werden. Nach traditionellen Verfahren werden die Samen der alten bitterstoffhaltigen Sorten bis zu 14 Tage in Meer- oder Salzwasser eingelegt, um die Bitterstoffe zu entfernen und die Samen genießbar zu machen. Die neueren bitterstoffarmen Sorten müssen nicht mehr so lange eingeweicht werden, es genügen 1 bis 2 Tage. Die Garzeit der eingeweichten Samen beträgt ungefähr zwei Stunden. Im Gegensatz zu anderen Hülsenfrüchten werden Lupinensamen beim Kochen nicht mehlig, sondern behalten eine feste Konsistenz.
Die eingelegten Samen (italienisch Lupini, portugiesisch Tremoços, spanisch Altramuces, arabisch Turmus ترمس) sind im Mittelmeerraum ein beliebter Bier-Snack in Gaststätten. In arabischen Ländern werden sie als Snack auf der Straße verkauft. Sie werden aber auch zu Lopino, einem Tofu-ähnlichen Produkt, Lupinenmehl (das meist etwa 40 % Proteine enthält) sowie zu Lupinenmilch weiterverarbeitet und sind so Bestandteil vegetarischer Ernährungsformen. Außerdem kann aus den gerösteten Früchten ein kaffeeähnliches Getränk gewonnen werden (zum Beispiel Altreier Kaffee). Getrocknete Lupinensamen sind auch unter der Bezeichnung „Tirmis“ im Handel. Geschmacklich ist das Mehl der geschälten Samen der Süßlupine immer noch sehr auffällig, so dass zum Beispiel geraten wird, den Anteil von Lupinenmehl in Backwaren unter 15 % zu halten. Dem Fraunhofer-Institut IVV ist es mit einem patentgeschützten Verfahren gelungen, das Lupinenmehl von seinen unerwünschten Bitterstoffen zu befreien und ein geschmacksneutrales Lupinenproteinisolat herzustellen. Mit diesem Verfahren kann die in Deutschland und Mitteleuropa angebaute Lupine mit ihren sehr guten Eigenschaften zur Bodenverbesserung verwendet werden, um Milch- und Fleischersatzprodukte aus nachhaltiger lokaler Landwirtschaft zu erzeugen.

#### Allergenität
Für Allergiker mit einer Überempfindlichkeit gegen Hülsenfrüchtler kann die zunehmende Nutzung von Lupinen-Protein in der Nahrungsmittelindustrie problematisch sein, da Lupinen bzw. Lupinenprodukte zu den 14 häufigsten Verursachern von Nahrungsmittelallergien zählen. Die EU-Richtlinie 2007/68/EG vom 26. November 2007 über die Etikettierung verpackter Lebensmittel schreibt vor, dass Lupinenprodukte als Zutat auf dem Etikett von Lebensmitteln aufgeführt werden müssen.
Eine Sensibilisierung gegen Lupinenbestandteile – es handelt sich vor allem um bestimmte Proteine (Conglutine) – kann isoliert auftreten oder als Kreuzallergie bei vorheriger Sensibilisierung gegen andere Hülsenfrüchte, insbesondere Erdnüsse. So zeigten bei einer Studie mit 5.366 Teilnehmern rund 17 % der Patienten mit einer primären Erdnussallergie auch eine Kreuzreaktion mit Lupinen (Lupinenmehl). Betroffen von einer Kreuzallergie gegen Lupinen können darüber hinaus Menschen mit einer Allergie gegen eine (oder mehrere) der folgenden Allergenquellen sein: Bohnen, Linsen, Sojabohne, Klee, Luzerne, Lakritze, Johannisbrot, Gummi arabicum, Tamarinde, Traganth.
Der zuverlässige Nachweis von Conglutinen in Lebensmitteln gelingt durch den Einsatz chromatographischer Verfahren in Kopplung mit der Massenspektrometrie, zum Beispiel der Flüssigchromatographie mit Massenspektrometrie-Kopplung.
Als stark proteinhaltige Hülsenfrüchte enthalten Lupinen auch Histamin. Dies kann bei Histaminintoleranz zu den bekannten individuellen Symptomen führen.

#### Giftigkeit
Die in allen Sorten außer der Süßlupine enthaltenen Mengen von Chinolizidin-Alkaloiden können zu Herzrasen, Verwirrtheit, Übelkeit, Mundtrockenheit, Schwindel und motorischem Kontrollverlust führen, in schweren Fällen auch zu Atemlähmung oder Herzstillstand. Das Bundesinstitut für Risikobewertung schätzt, dass den Vergiftungszentralen jährlich 80 bis 100 Vergiftungen gemeldet werden. Dabei handelt es sich meist um Kinder und um milde Verläufe. Es rät deshalb dazu, ausschließlich als Süßlupine oder entbitterte Bitterlupine gekennzeichnete Produkte zu verwenden.

## Lotuseffekt

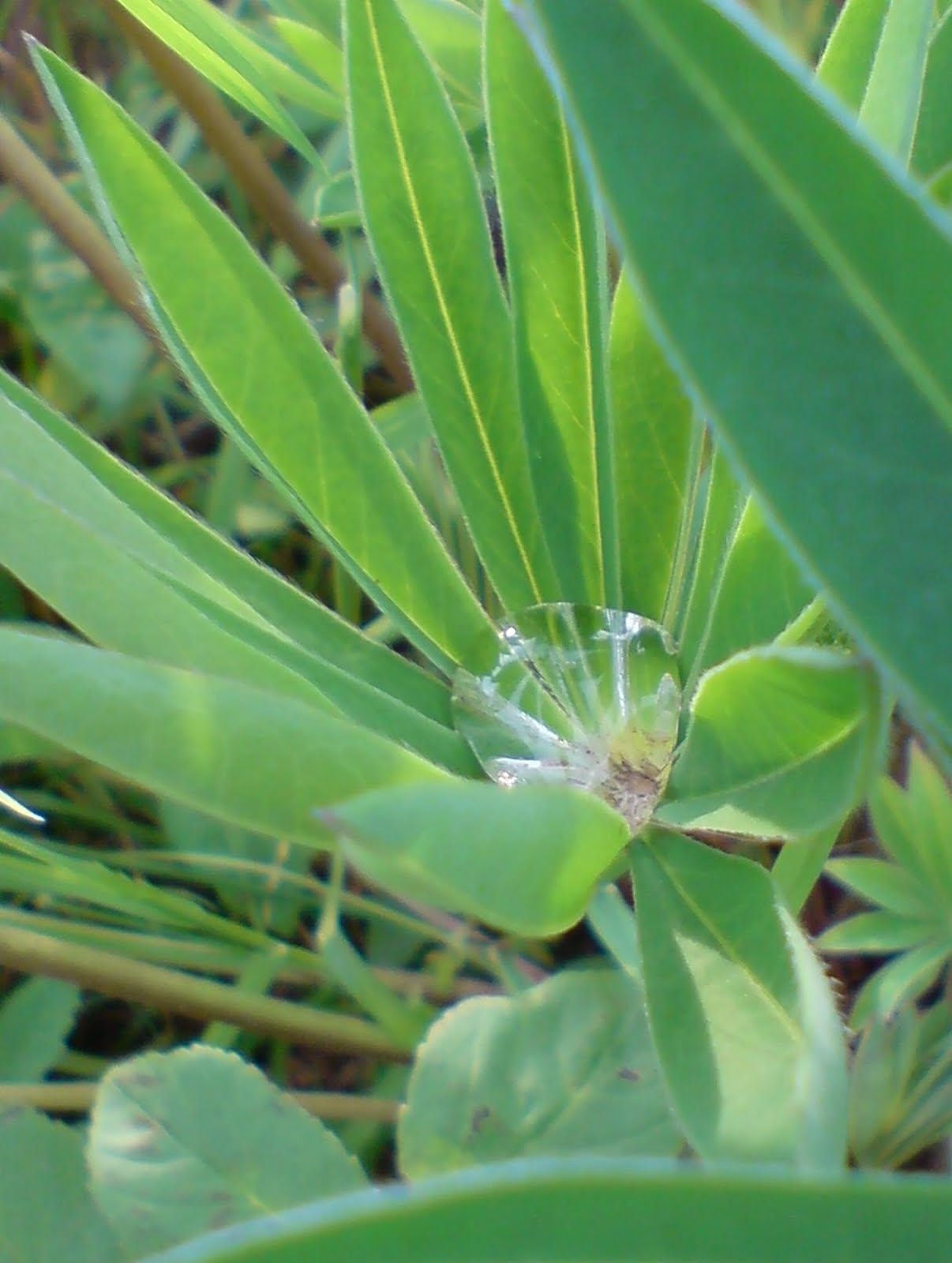
Lupinenblatt mit Lotuseffekt

Obwohl ihre langovalen (lanzettlich-spitzen) Blätter fast nur aus Zwischenräumen bestehen, kann die Lupine dank feiner Härchen an der Blattoberseite und insbesondere an den Rändern damit Feuchtigkeit festhalten oder bei Überschuss einfach abgleiten lassen. Die Härchen erzeugen einen Lotuseffekt, der wasserabweisend wirkt, was dazu führt, dass Wassertropfen schnell auf den Blättern abgleiten. Der Effekt lässt die Stiele der Blätter bei Regen nicht umknicken. Es bilden sich aber auch kleine und winzige Tröpfchen, welche an den Blatthaaren hängen. In den gefiederten Blattspreiten sammelt sich oft Wasser als ungewöhnlich großer Tropfen und wird "gespeichert", siehe Bild. 